# Карастелев, Корнелий Иванович
Корнелий (Корнилий) Иванович Карастелев (1828 или 1829 — 1886) — заслуженный профессор и декан физико-математического факультета Новороссийского университета.

## Биография
Родился в 1829 году (по другим данным в 1828) в Екатеринославской губернии.
Получать образование начал в одной из гимназий Юго-Западного края, затем учился в Ришельевском лицее. В 1847 году, после окончания лицея, поступил на физико-математическое отделение философского факультета Московского университета, которое окончил в 1850 году.
В 1851 году вернулся в Одессу и начал преподавать математику во второй женской гимназии. В службу вступил 7 июля 1852 года.
С марта 1854 года — адъюнкт чистой математики в Ришельевском лицее. В апреле 1853 года его выбрали действительным членом общества сельского хозяйства Южной России. Защитив в 1860 году в Московском университете диссертацию «Теория интегралов функций мнимого переменного количества», получил степень магистра чистой и прикладной математики и стал профессором лицея. С преобразованием Ришельевского лицея в Новороссийский университет Карастелев, защитив докторскую диссертацию, стал ординарным профессором и читал прикладную математику и механику. Одновременно занимался журналистской деятельностью: в 1868 году был редактором газеты «Новороссийский телеграф».
После ухода в 1869 году из университета И. Д. Соколова (первого его ректора), К. И. Карастелев заведовал кабинетом практической механики и был деканом физико-математического факультета до 1884 года.
К. И. Карастелев критически относился к теории Н. А. Умова о движении энергии, считая, что работы Умова «Теория простых сред …», «Теория взаимодействий на расстояниях конечных …» и в особенности его докторская диссертация лишены какого бы то ни было научного смысла и представляют собой, якобы, простой набор математических формул.
С 22 декабря 1872 года — действительный статский советник; был награждён орденами Св. Анны 2-й ст. с императорской короной (1870) и Св. Владимира 3-й ст. (1876). 
Осенью 1876 года исполнилось 25 лет преподавательской деятельности К. И. Карастелева. Его оставили заштатным профессором (по просьбе попечителя одесского учебного округа С. П. Голубцова). Работал он на кафедре прикладной математики до 1885 года. С 10 ноября 1879 года он — заслуженный ординарный профессор.
В середине февраля 1885 года сильно заболел, почти год лечился в Париже. Умер в Одессе от воспаления легких 18 (30) января 1886 года. Похоронен на 2-м Христианском кладбище.
Учеником К. И. Карастелева был математик В. Н. Лигин.
Кроме диссертаций были напечатаны его работы: «Собрание формул и задач, относящихся к интегральному исчислению» (Одесса, 1857); «Приложение теории функций мнимого переменного к разложению в ряды координат эллиптического движения и пертурбационной функции» («Зап. Имп. новоросс. унив.», т. XIX, 1876).